# Plaza de Europa (Hospitalet de Llobregat)

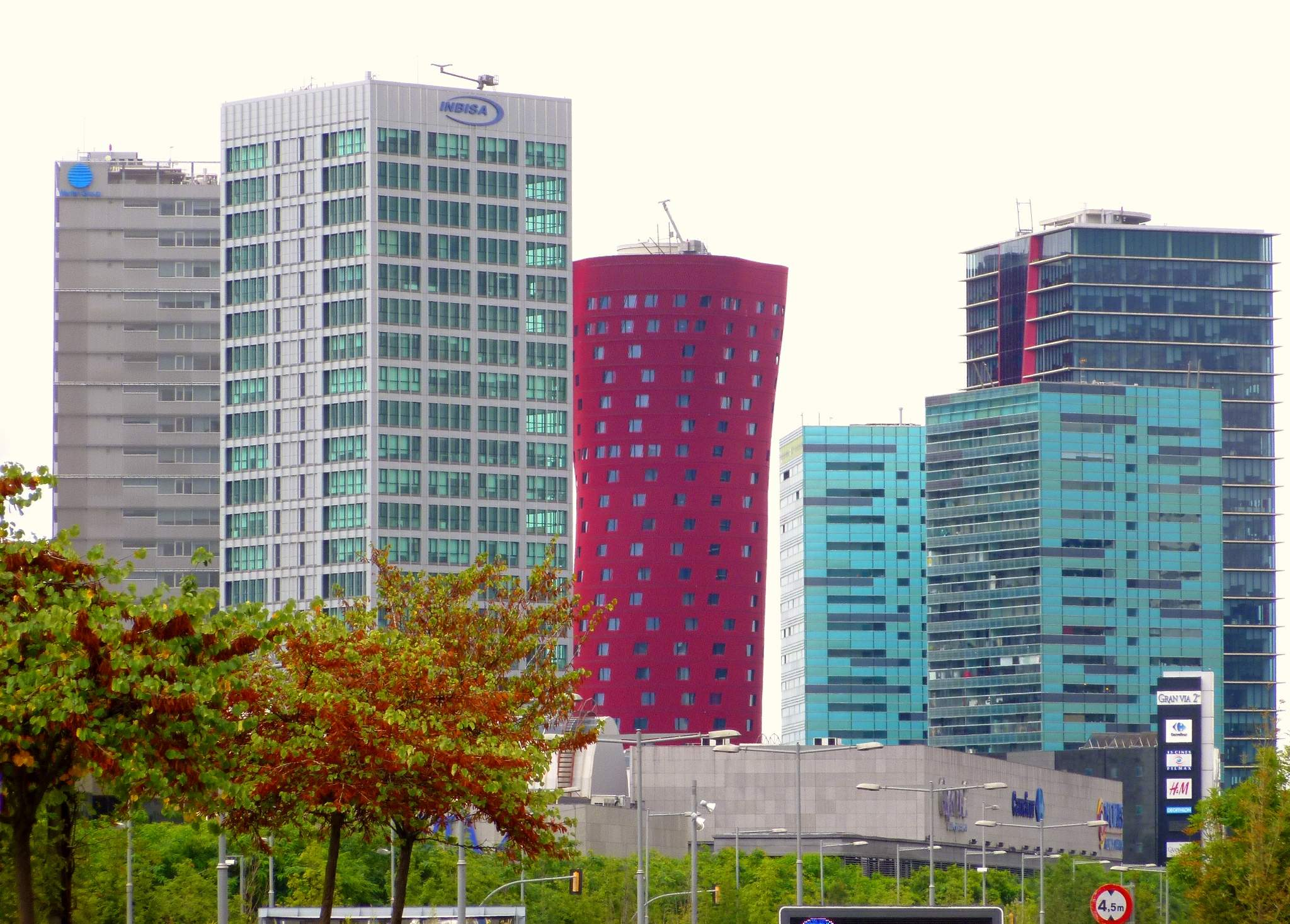
Vista de conjunto

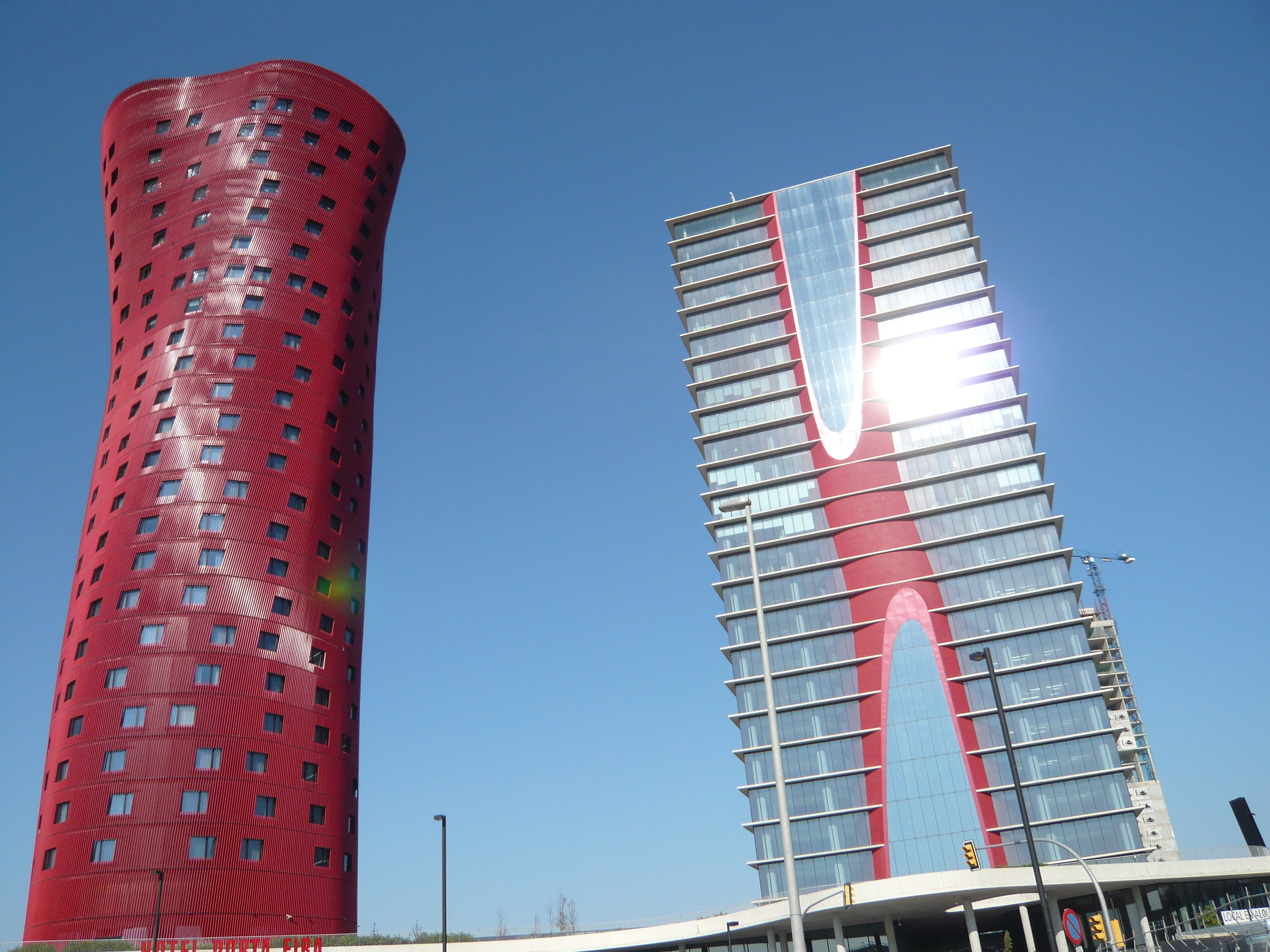
Hotel Porta Fira (izquierda) y torre Realia BCN, de Toyō Itō

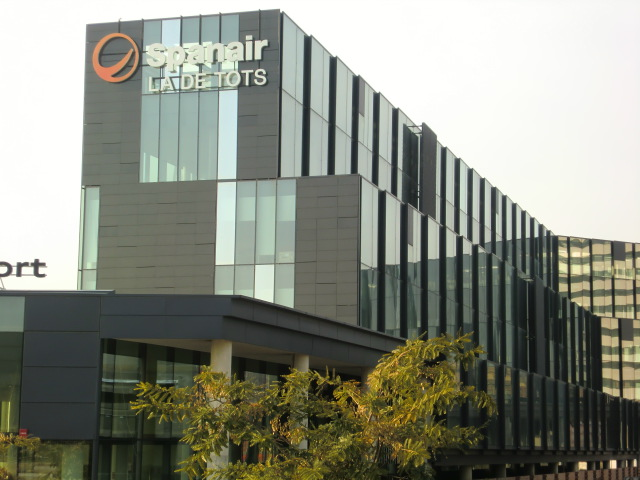
Spanair tenía su sede en la plaza

La plaza de Europa (oficialmente en catalán: plaça d'Europa) es una plaza ubicada en Hospitalet de Llobregat (Barcelona), España, ubicada en el centro del distrito económico de Hospitalet, entre los barrios de Santa Eulalia y Granvia Sud. Tiene a su alrededor edificios de prestigiosos arquitectos como Toyō Itō, oficinas, hoteles y una estación de Ferrocarriles de la Generalidad de Cataluña llamada Europa-Fira. Se encuentra en las cercanías del recinto de Gran Vía de la Fira de Barcelona. Cerca de la plaza está el centro comercial Gran Via 2 e IKEA.

## Diseño

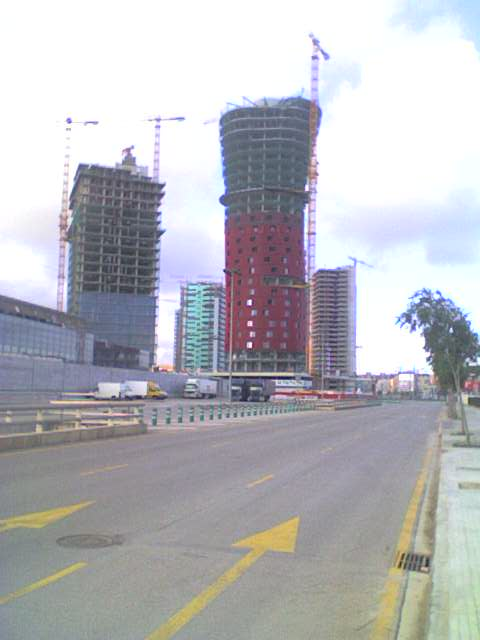
La torre Realia BCN (izquierda) y el hotel Porta Fira en construcción

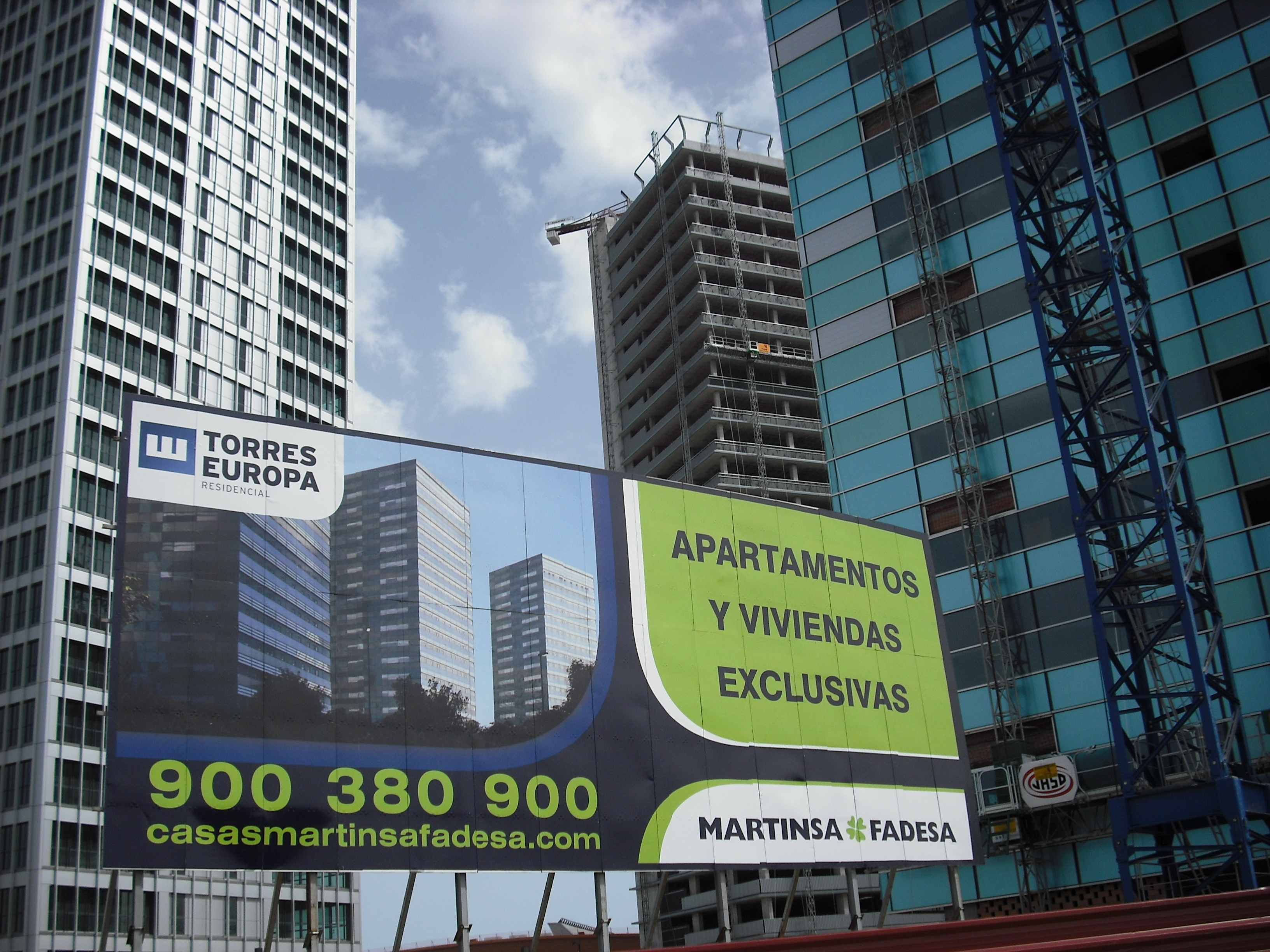
Torres Europa, edificios en construcción por Martinsa-Fadesa

Está plaza tiene un diseño futurista, incluyendo, entre otros, la Torre Realia BCN y el Hotel Porta Fira, obra de los arquitectos Toyō Itō y Fermín Vázquez Huarte-Mendicoa; la Torre Inbisa de Nicanor García, las Torres residenciales de Alonso y Balaguer, el edificio Copisa de Óscar Tusquets y el Hotel Catalonia de Jean Nouvel. 

## Edificios
| Puesto | Edificio                         | Altura (m.) | Número de plantas | Año de inauguración | Uso         | Imagen |
| ------ | -------------------------------- | ----------- | ----------------- | ------------------- | ----------- | ------ |
| 1      | Hotel Porta Fira                 | 113         | 26                | 2010                | Hotel       |        |
| 2      | Torre Realia BCN                 | 112         | 24                | 2009                | Oficinas    |        |
| 3      | Torre Puig                       | 109         | 22                | 2014                | Oficinas    |        |
| 4      | Hotel Renaissance Barcelona Fira | 105         | 26                | 2012                | Hotel       |        |
| 5      | Torre Werfen                     | 104         | 25                | 2009                | Oficinas    |        |
| 6      | Torre Inbisa                     | 104         | 25                | 2008                | Oficinas    |        |
| 7      | Torre Europa 3                   | 74          | 19                | 2009                | Residencial |        |
| 8      | Torre Europa 4                   | 74          | 19                | 2009                | Residencial |        |
| 9      | Torre Europa 5                   | 74          | 19                | 2009                | Residencial |        |
| 10     | L&C Torre Europa                 | 67          | 20                | 2010                | Residencial |        |
| 11     | Plaza de Europa 8                | 66          | 19                | ?                   | Residencial |        |
| 12     | Plaza de Europa 18               | 72          | 18                | 2019                | Residencial |        |

## Transporte
La plaza de Europa es uno de los principales centros de transportes de la ciudad de Hospitalet de Llobregat, ya que cuenta con una estación intermodal del metro de Barcelona y Ferrocarriles de la Generalidad, así como acceso directo a la C-31, una de las principales vías de acceso a la ciudad y área metropolitana de Barcelona.

### Ferrocarril
La estación de Europa-Fira es uno de los principales intercambiadores del metro de Barcelona ubicados en la ciudad de Hospitalet de Llobregat. En la plaza se cruzan la línea 9 del metro con las líneas L8, S3, S4, S8, S9, R5, R6, R50 y R60 de FGC.

### Líneas de autobús
En la plaza tienen parada las líneas 46 y 65 del autobús urbano, así como varias líneas de autobús interurbano y nocturno.